# CONCORD

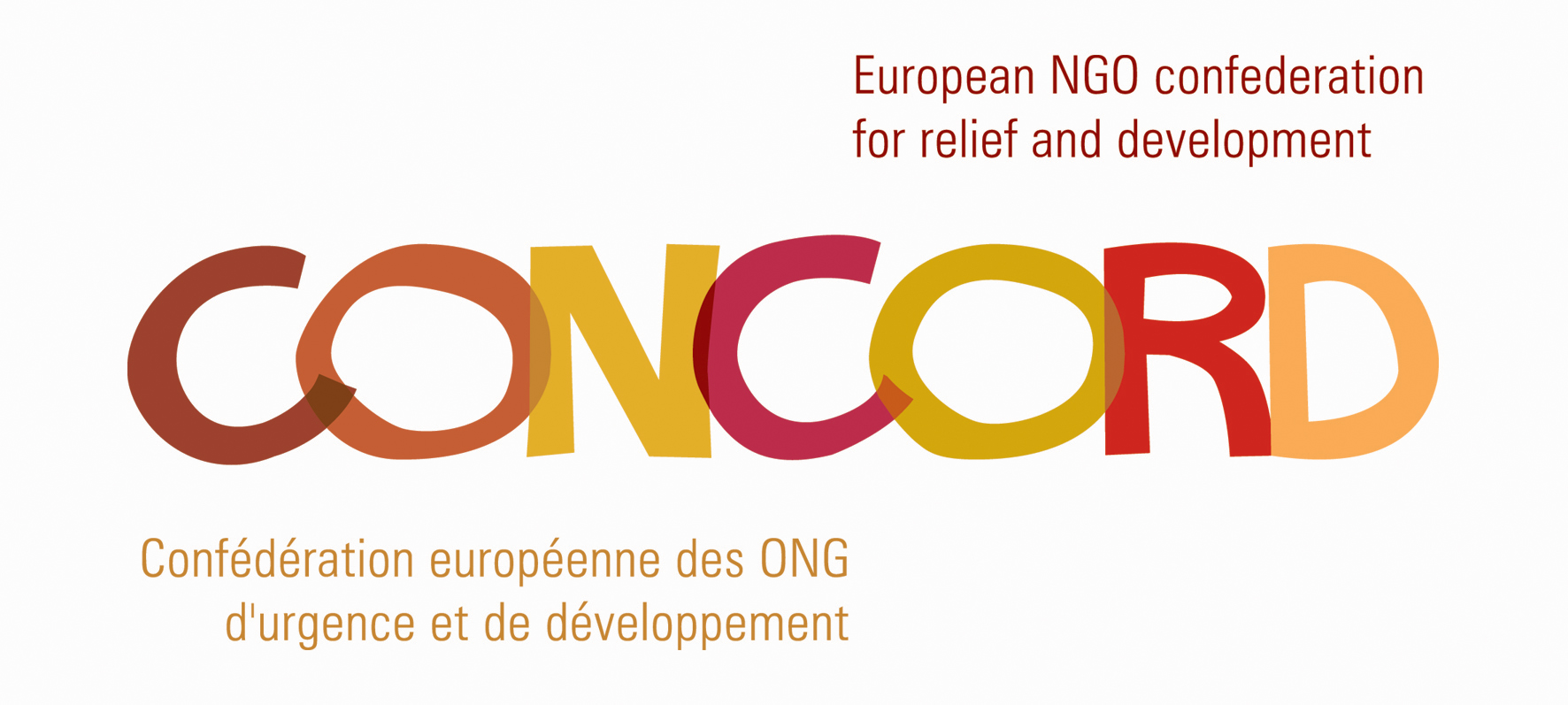

CONCORD ist der europäische Dachverband entwicklungspolitischer Nichtregierungsorganisationen. Die Mitglieder, 22 nationale Dachverbände und 18 internationale Netzwerke, repräsentieren über 1600 NROs in der EU.
Der Verband wurde am 30. Januar 2003 in Brüssel von 28 Organisationen gegründet.
Der Name CONCORD war ursprünglich ein Akronym für CONfederation for COoperation of Relief and Development NGOs; dieser Name wird heute aber nicht mehr gebraucht.
Die österreichische Dachorganisation Globale Verantwortung – Arbeitsgemeinschaft für Entwicklung und Humanitäre Hilfe und der deutsche Verband Entwicklungspolitik und Humanitäre Hilfe deutscher Nichtregierungsorganisationen (VENRO) sind Mitglieder von CONCORD.